# Mikoyan-Gurevich I-370
Mikoyan-Gurevich I-370 là một mẫu máy bay chiến đấu thử nghiệm của Liên Xô, được phát triển để dựa trên các kế quả đó các kỹ sư của MiG đã thiết kế ra mẫu máy bay tiên tiến MiG-19.

## Lịch sử
Trong suốt năm 1953, OKB MiG giới thiệu một thiết kế máy bay chiến thuật một động cơ, về cơ bản nó có cánh giống với mẫu máy bay 2 động cơ SM-9, thiết kế trước đó của MiG-19, công việc này được tiến hành song song. Chiếc máy bay này có tên gọi chính thức là I-370 và tên gọi của OKB là I-1, máy bay chiến đấu mới được lắp động cơ phản lực Klimov VK-7 có lực đẩy 3.525 kg và khi sử dụng nhiên liệu phụ trội thì đạt tới 5.235 kg. Mẫu máy bay này thự hiện chuyến bay đầu tiên vào 16 tháng 2-1955, nhưng khả năng bay tốc độ cao của nó lại tỏ ra đáng thật vọng. Sau đó nó được đưa trở lại nhà máy và động cơ nâng cấp của VK-7 đã được lắp vào thay thế, động cơ mới này có lực đẩy là 3.935 kg và 6.270 kg khi dùng nhiên liệu phụ trội. Một đôi cánh mới, đây là loại cánh cụp mới tăng góc quét từ 55° đến 57°, mẫu này có tên gọi là I-2 bởi OKB. Những chuyến bay thử nghiệm hạn chế của I-2 được thực hiện, nhưng tốc độ thiết kế của nó lại không đạt được như ý muốn. Một thiết kế phát triển từ thiết kế cơ bản là I-3 (I-380), vẫn chưa được hoàn thành do chưa được chuyển giao động cơ Klimov VK-3 mạnh hơn.

## Thông số kỹ thuật

### Đặc điểm riêng
- Phi đoàn: 1
- Chiều dài: 12.70 m
- Sải cánh: 9.00 m
- Chiều cao: N/A
- Diện tích cánh: 25.00 m²
- Trọng lượng rỗng: 5.086 kg
- Trọng lượng cất cánh: 8.300 kg
- Động cơ: 1x Klimov VK-7 lực đẩy 3.525 kg, sử dụng nhiên liệu phụ trội 5.235 kg

### Hiệu suất bay
- Vận tốc cực đại: 1452 km/h,
- Tầm bay: 2.500 km khi mang tối đa nhiên liệu
- Trần bay: 17.000 m

## Nội dung liên quan
MiG I-370 - MiG Ye-2 - MiG Ye-4 - MiG Ye-5 - MiG Ye-50 - MiG I-7U